# Coelostoma orbiculare
Coelostoma orbiculare – gatunek chrząszcza z rodziny kałużnicowatych i podrodziny Sphaeridiinae. Zamieszkuje palearktyczną Eurazję od Półwyspu Iberyjskiego po Rosyjski Daleki Wschód i Wyspy Japońskie; ponadto zawleczony został do nearktycznej Ameryki Północnej. W zapisie kopalny znany od miocenu.

## Taksonomia i zapis kopalny
Gatunek ten opisany został po raz pierwszy w 1775 roku przez Johana Christiana Fabriciusa w publikacji Systema Entomologiae pod nazwą Hydrophilus orbicularis. W 1835 roku Gaspard Auguste Brullé umieścił ten gatunek w nowym, monotypowym rodzaju Coelostoma. W 1837 roku Wilhelm Ferdinand Erichson wyznaczył go gatunkiem typowym rodzaju Cyclonotum, który stał się wskutek tego młodszym synonimem Coelostoma.
Współcześnie Coelostoma jest jednym z najbardziej różnorodnych rodzajów w rodzinie kałużnicowatych, obejmującym ponad 110 opisanych gatunków. W obrębie tego rodzaju C. orbiculare klasyfikowane jest w podrodzaju nominatywnym Coelostoma s.str., który to w faunie palearktycznej reprezentują także C. hispanicum i C. syriacum; ten ostatni zresztą jeszcze pod koniec XX wieku klasyfikowany był jako podgatunek C. orbiculare.
C. orbiculare jest stosunkowo licznie reprezentowany w zapisie kopalnym. Najwcześniejsze, pochodzące z późnego miocenu jego skamieniałości odnaleziono na Nizinie Jańsko-Indygirskiej w Rosji. Z kolei skamieniałości tego gatunku datowane na plejstocen znajdywano w japońskiej Formacji Mizozono oraz w angielskim Hackney.

## Morfologia
Chrząszcz o szeroko-owalnym, silnie wysklepionym ciele długości od 3,5 do 5 mm. Ubarwienie wierzchu ciała jest błyszcząco czarne, często z wąsko rudobrązowo rozjaśnionymi krawędziami bocznymi przedplecza i wierzchołkami pokryw. Reszta ciała jest czarniawa z rozjaśnionymi biczykami czułków i stopami; głaszczki szczękowe są zawsze ciemne, co odróżnia ten gatunek od C. hispanicum. Punktowanie głowy, przedplecza i pokryw jest podobnych rozmiarów, tylko na bokach pokryw występują mocniejsze punkty, które jednak nie układają się w szeregi. Głowa zaopatrzona jest w przeciętnych rozmiarów oczy złożone z głęboko wykrojonymi krawędziami wewnętrznymi. Czułki buduje dziewięć członów, z których trzy ostatnie formują luźno zestawioną buławkę. Boczne krawędzie głowy są rozszerzone i nakrywają miejsca osadzenia czułków, tak że ich nasady nie są widoczne patrząc od góry. Trójkątna w zarysie tarczka jest niewiele dłuższa niż szeroka. Pokrywy pozbawione są rzędów, obecny jest tylko ostro wgłębiony rządek przyszwowy biegnący od wierzchołka do połowy długości pokryw. Przedpiersie jest w części środkowej nieuwypuklone i pozbawione żeberek, na przedzie tworzące drobny ząbek lub go pozbawione. Środkowa część śródpiersia, wyniesiona silnie ku tyłowi, tworzy wyrostek międzybiodrowy w kształcie grotu strzały. Zapiersie (metawentryt), dłuższe od śródpiersia, ma silnie wyniesioną ku przodowi część środkową, silnie wnikającą pomiędzy biodra środkowej pary, gdzie styka się z wyrostkiem śródpiersia. Odnóża środkowej pary mają uda pozbawione gęstego owłosienia. Stopy pary środkowej i tylnej mają człony pierwsze dłuższe od członów drugich. Odwłok ma pierwszy z widocznych sternitów (wentryt) pozbawiony żeberka środkowego, a piąty, ostatni z nich, o całobrzegiej krawędzi tylnej. Genitalia samca mają długi na około 0,95 mm edeagus z dość szerokimi i spiczasto zakończonymi paramerami. Płat środkowy edeagusa jest krótszy od paramer, nieznacznie rozszerzający się ku nasadzie, zaopatrzony w okrągły gonopor umieszczony przedwierzchołkowo.

## Ekologia

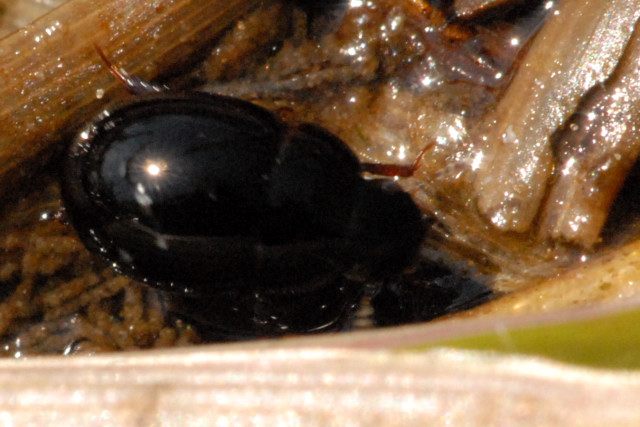
Imago w środowisku naturalnym

Owad ten należy do chrząszczy wodnych. Zasiedla różnego rodzaju słodkie wody stojące, w tym bagna i moczary. Preferuje zbiorniki eutroficzne z gęstą szatą roślinną. Bytuje głównie wśród roślin płytkiej strefy przybrzeżnej oraz w szlamie, mule, pod napływkami i wilgotną ściółką w pobliżu wody.

## Rozprzestrzenienie
Gatunek palearktyczny, zawleczony jednak do Nearktyki.
W Europie znany jest z Portugalii, Hiszpanii, Wielkiej Brytanii, Francji, Belgii, Holandii, Niemiec, Szwajcarii, Austrii, Włoch, Danii, Szwecji, Norwegii, Finlandii, Estonii, Łotwy, Litwy, Polski, Czech, Słowacji, Węgier, Rumunii, Bułgarii, Słowenii, Chorwacji, Serbii, Czarnogóry, Grecji, Ukrainy, Krymu oraz europejskiej części Rosji. Na kontynencie tym jest owadem pospolitym. W Polsce jest jedynym przedstawicielem rodzaju Coelostoma, jak i całego plemienia Coelostomatini, znanym z całego kraju.
W Azji znany jest z zachodniej i wschodniej Syberii, Rosyjskiego Dalekiego Wschodu, Kazachstanu, Armenii, Azerbejdżanu, Turcji, Chin i Japonii. W Turcji wykazany został z prowincji Ankara, Artvin, Aydın, Bayburt, Burdur, Bursa, Çanakkale, Çorum, Erzurum, Giresun, Gümüşhane, Isparta, Kayseri, Manisa, Mersin, Ordu, Samsun, Tokat oraz Trabzon. W Chinach podawany jest z Hebei, Henanu i Pekinu.
W nearktycznej Ameryce Północnej odnaleziony został po raz pierwszy w 2015 roku, w kanadyjskim Ontario.